# ジョセフ・アヴェノル
ジョセフ・ルイ・アン・アヴェノル（フランス語: Joseph Louis Anne Avenol、1879年6月9日 - 1952年9月2日）は、フランスの官僚。国際連盟の第2代事務総長を務めたが、枢軸国やヴィシー政権寄りの姿勢を取ったため、後世批判を受けた。

## 生涯

### 国際連盟での初期の活動
中産階級のカトリック教徒の家に生まれ、1905年にフランス財務省に入省して財務検査官を務め、1910年からは金融監督官を務めた。第一次世界大戦中の1916年にはイギリス・ロンドンのフランス大使館に赴任して金融問題を担当し、同時に戦後復興のための食品協議会委員を務めた。戦争終結後の1919年には最高経済評議会の常任委員に就任した。
ヴェルサイユ条約が締結され国際連盟が成立すると連盟の経済・金融部門に配属され、国際会議のフランス代表も務めた。1922年に財務官に任命され連盟の財政改革に取り組み、1923年にはジャン・モネの後任として事務次長に就任した。アヴェノルは中央・東ヨーロッパの経済復興に努め、1928年には中華民国に使節団を派遣した。
1932年に事務総長エリック・ドラモンドの後任問題が持ち上がるとアヴェノルが候補者に挙がった。これは1920年に英仏間で交わされた「イギリス人事務総長の次はフランス人を事務総長にする」という秘密協定に基づいたものだったが、ドラモンドはアヴェノルが後任になることに反対して他の候補者を出すようにフランスに打診した。しかし、フランスはドラモンドの打診を受け付けず、一方のアヴェノルはイギリス・大日本帝国・イタリア王国・ヴァイマル・ドイツの支持を得ていた。

### 事務総長
アヴェノルが事務総長に就任して間もなく、国際連盟は満州事変による日本の連盟脱退や第二次エチオピア戦争などの国際問題に直面することになった。彼はドイツ・日本に続きイタリアが連盟を脱退することを恐れ、またイタリアをフランスの潜在的同盟国と見做していたため消極姿勢を取り、イタリアの行動を容認した。国際連盟はソビエト連邦の抗議を受け、イタリアに対して経済制裁を実施したが効果はなく、1936年のイタリア領東アフリカ成立により権威も失墜した。

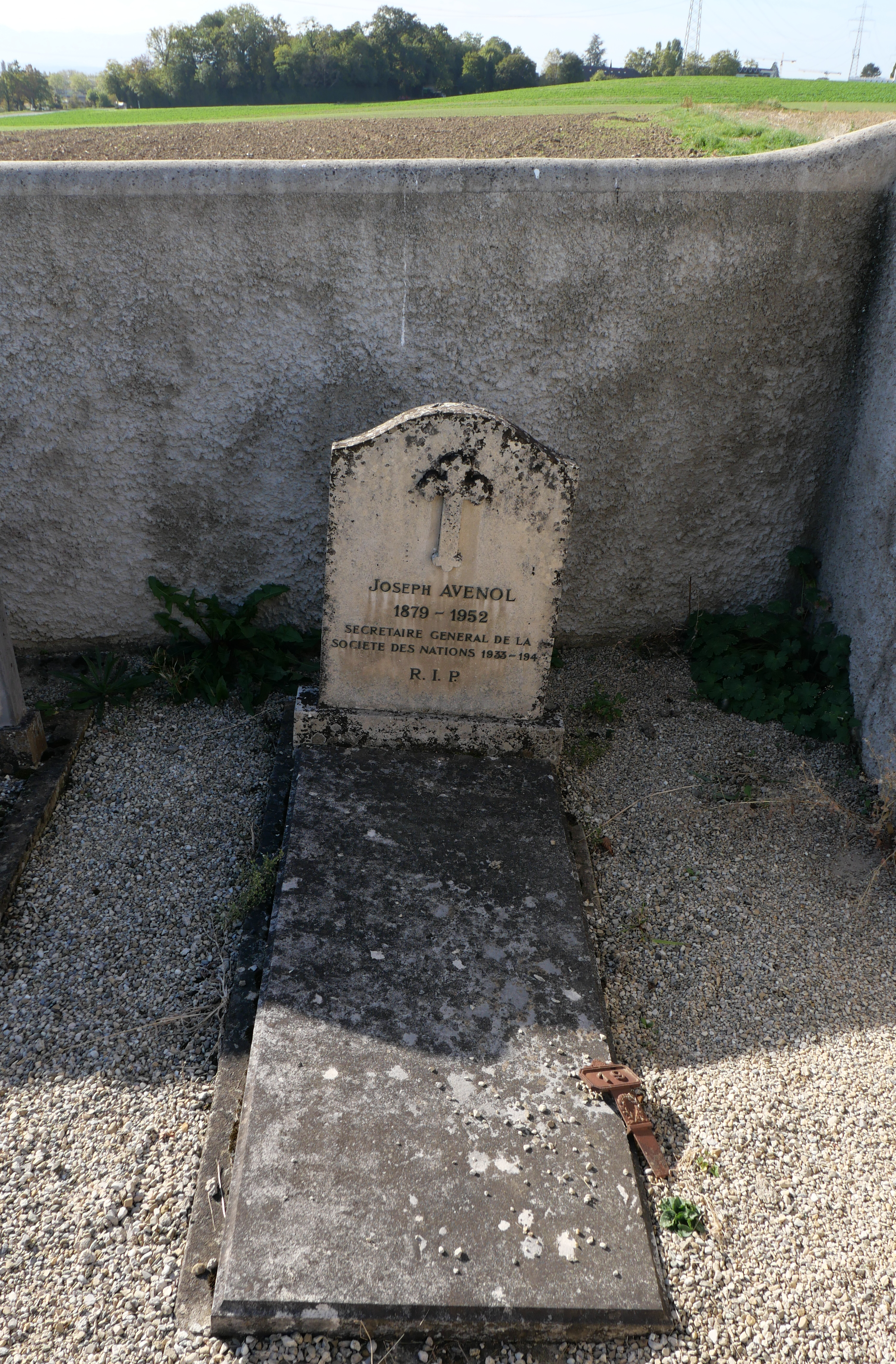
デュイリエにあるアヴェノールの墓。

1938年にナチス・ドイツがアンシュルスを実行した際には加盟国リストからオーストリアを削除し、さらに連盟のオーストリア人職員を解雇した。また、ポーランド侵攻による自由都市ダンツィヒのドイツ領編入の際にも有効な対抗策を講じなかった。1940年6月22日に独仏休戦協定が締結されると、アヴェノルは連盟のイギリス人職員を解雇し、ヴィシー政権首班となったフィリップ・ペタンに忠誠を宣誓する書簡を送った。

### 晩年
アヴェノルはナチス・ドイツのフランス侵攻終結後の8月に事務総長を辞任し、アイルランド人のショーン・レスターが後任となった。辞任後はフランスに戻りヴィシー政権で役職を得ようとするが、1943年末にドイツ軍に逮捕されることを恐れスイスに脱出した。その後はコラボラシオンとして逮捕される危険性があったため、第二次世界大戦終結後もスイスに留まり、1952年に心臓発作で死去した。